# Taufbecken Maurepas (Yvelines)

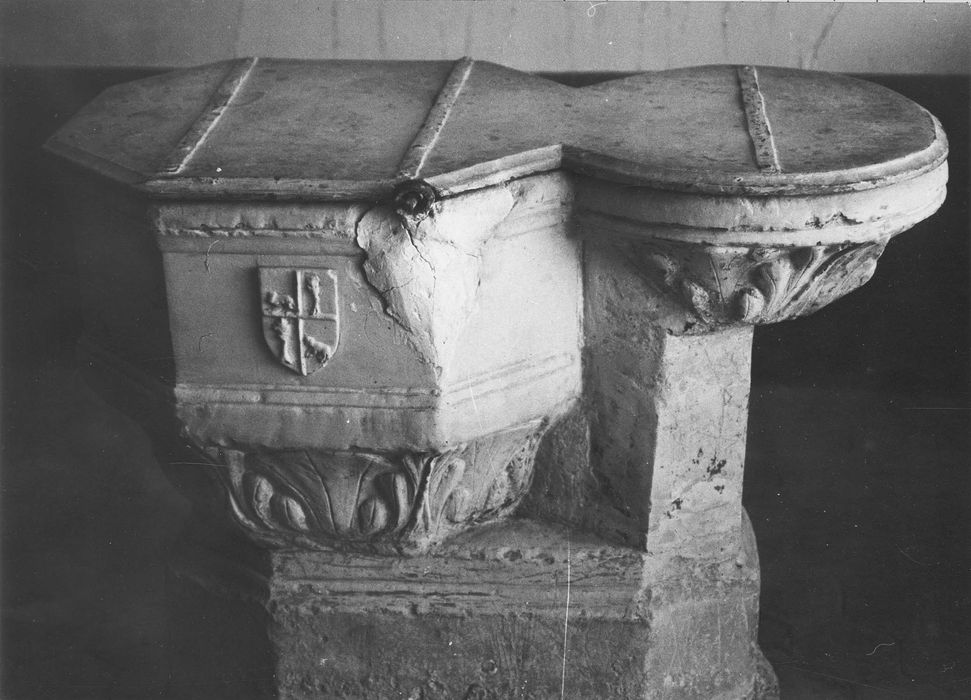
Taufbecken in Maurepas

Das Taufbecken in der katholischen Pfarrkirche St-Sauveur in Maurepas, einer französischen Gemeinde im Département Yvelines in der Region Île-de-France, wurde Ende des 16. Jahrhunderts geschaffen. Im Jahr 1960 wurde das Taufbecken als Monument historique in die Liste der geschützten Objekte (Base Palissy) in Frankreich aufgenommen.
Das 91 cm hohe Taufbecken aus Kalkstein wurde von Jean du Fay, Grundherr von Chevreuse und Maurepas, gestiftet. Sein Wappen ist an dem größeren der beiden Becken angebracht. 
Die ovalen Becken mit Profilierung besitzen noch Reste der farbigen Fassung. 